# ...Of the Dark Light
..Of the Dark Light è l'ottavo album in studio del gruppo death metal statunitense Suffocation, pubblicato nel 2017.

## Tracce
1. Clarity Through Deprivation – 4:04 (testo: Derek Boyer – musica: Terrance Hobbs)
2. The Warmth Within the Dark – 3:39 (testo: Boyer – musica: Hobbs)
3. Your Last Breaths – 4:36 (testo: Boyer – musica: Hobbs)
4. Return to the Abyss – 3:56 (testo: Hobbs, Boyer – musica: Hobbs)
5. The Violation – 3:41 (testo: Boyer – musica: Hobbs)
6. ...Of the Dark Light – 3:41 (testo: Boyer – musica: Hobbs, Boyer)
7. Some Things Should Be Left Alone – 3:23 (testo: Frank Mullen – musica: Hobbs, Boyer)
8. Caught Between Two Worlds – 4:19 (testo: Boyer – musica: Hobbs, Boyer)
9. Epitaph of the Credulous – 3:58 (testo: Suffocation – musica: Suffocation)

## Formazione
- Frank Mullen – voce
- Terrance Hobbs – chitarra
- Charlie Errigo – chitarra
- Derek Boyer – basso
- Eric Morotti – batteria